# Prix Boréal
Pour les articles homonymes, voir Boréal.
Les prix Boréal sont les seuls prix du Canada francophone à être décernés directement par le public des lecteurs dans les genres de la science-fiction et du fantastique, lors du congrès Boréal tenu annuellement. Le premier prix Boréal, créé par Élisabeth Vonarburg, a été remis lors du congrès Boréal tenu à Chicoutimi, qui était également le premier du genre.  Le premier lauréat a été Norbert Spehner, pour la fondation (en 1974) et la direction de la revue Requiem (devenue Solaris en 1979) ainsi que pour la direction de la collection Chroniques du Futur, aux éditions du Préambule, première collection d'importance consacrée à la science-fiction canadienne-française. Les prix Boréal ont pris leur forme actuelle à l'initiative de René Beaulieu, écrivain, critique et traducteur de SF québécoise, lors du deuxième congrès Boréal, tenu à Québec en 1980, en collaboration et dans le cadre du Salon international du livre de Québec.  La formule de ces prix a connu par la suite quelques modifications mineures, restant encore aujourd'hui encore assez semblable à ce qu'elle était lors de sa fondation.
En 2011, les prix Boréal francophones ont été fusionnés avec les prix Aurora et sont désormais dénommés les prix Aurora-Boréal. Le prix Aurora demeure cependant existant pour les œuvres anglophones.

## Lauréats

### Meilleur livre
- 1980 : Alain Bergeron, Un été de Jessica
- 1981 : Jean-Pierre April, La Machine à explorer la fiction
- 1982 : René Beaulieu, Légendes de Virnie
- 1982 : Michel Bélil (Fantastique), Greenwich
- 1982 : Élisabeth Vonarburg (Science-Fiction), Le Silence de la cité
- 1983 : André Carpentier (Fantastique), Du pain des oiseaux
- 1983 : Pierre Billon (science-Fiction), L'Enfant du cinquième nord
- 1984 : Denis Côté, Les Parallèles célestes. Hockeyeurs cybernétiques
- 1985 : pas de remise
- 1986 : Esther Rochon, L'Épuisement du soleil
- 1987 : Esther Rochon, Coquillage
- 1988 : Francine Pelletier, Le Temps des migrations
- 1989 : Guy Bouchard, Les Gélules utopiques
- 1990 : Jacques Brossard, L'Oiseau de feu
- 1991 : Joël Champetier, La Mer au fond du monde
- 1992 : Daniel Sernine, Boulevard des Étoiles 1 & 2 et Joël Champetier, La Taupe et le Dragon (ex æquo)
- 1993 : Élisabeth Vonarburg, Chroniques du Pays des Mères
- 1994 : Jacques Brossard, L'Oiseau de feu: 2-B, Le grand projet
- 1995 : Daniel Sernine, Manuscrit trouvé dans un secrétaire
- 1996 : Yves Meynard, La Rose du désert
- 1997 : Élisabeth Vonarburg, Les Rêves de la mer (cycle de Tyranaël, tome 1)
- 1998 : Alain Bergeron, Corps-machines et rRêves d'anges
- 1999 : Francine Pelletier, Samiva de Frée
- 2000 : Yves Meynard, Le Livre des chevaliers
- 2001 : Patrick Senécal, Aliss
- 2002 : Laurent McAllister, Le Messager des orages
- 2003 : Joël Champetier, Les Sources de la magie
- 2004 : Alain Bergeron, Phaos
- 2005 : Sylvie Bérard, Terre des autres
- 2006 : Élisabeth Vonarburg, La Maison d'oubli (Reine de Mémoire, tome 1)
- 2007 : Élisabeth Vonarburg, La Princesse de vengeance (Reine de mémoire, tome 4)
- 2008 : Joël Champetier, Le Voleur des steppes
- 2009 : Éric Gauthier, Une fêlure au flanc du monde
- 2010 : Laurent McAllister, Suprématie

### Prix Aurora-Boréal du meilleur roman
- 2011 : Héloïse Côté, La Tueuse de dragons (Alire)
- 2012 : Éric Gauthier, Montréel (Alire)
- 2013 : Ariane Gélinas, Les Villages assoupis : Transtaïga (Marchand de feuilles)
- 2014 : Ariane Gélinas, Les Villages assoupis : L'Île aux naufrages (Marchand de feuilles) et Sébastien Chartrand, Le Crépuscule des Arcanes 1 : L'Ensorceleuse de Pointe-Lévy (Alire) (ex æquo)
- 2015 : Élisabeth Vonarburg, Hôtel Olympia (Alire)
- 2016 : Philippe-Aubert Côté, Le Jeu du démiurge (Alire)
- 2017 : Ariane Gélinas, Les Cendres de Sedna (Alire)
- 2018 : Karoline Georges, De synthèse (Alto)
- 2019 : Élisabeth Vonarburg, Les Pierres et les Roses, Tome 1, 2 et 3 (Alire)
- 2020 : Patrick Sénécal, Ceux de là-bas (Alire)
- 2021 : Jonathan Reynolds, Abîmes (Alire)
- 2022 : Bernard Gilbert : Les Singes bariolés (Québec Amérique)
- 2024 : Jean-Sébastien Drouin: La voie de l'apprenti (Lux&Nox)

### Meilleure nouvelle
- 1981 : René Beaulieu Le Geai Bleu
- 1987 : Agnès Guitard (ex æquo), Compost
- 1987 : Alain Bergeron (ex æquo), Bonne fête, Univers
- 1987 : Jean Dion (ex æquo), Une chambre à l'Ouest
- 1988 : Agnès Guitard, Contre-courant
- 1989 : Claude-Michel Prévost, La Marquise de Tchernobyl
- 1990 : Michel Martin, La Tortue sur le trottoir
- 1991 : Joël Champetier, Cœur de fer
- 1992 : Daniel Sernine, À la recherche de Monsieur Goodtheim
- 1993 : Yves Meynard, Convoyeur d'âmes
- 1994 : Yves Meynard, Le Sang et l'Oiseau.
- 1995 : Alain Bergeron, L'Homme qui fouillait la lumière
- 1996 : Natasha Beaulieu, La Cité de Penlocke
- 1997 : Élisabeth Vonarburg, Le Début du cercle
- 1998 : Yves Meynard, Une lettre de ma mère
- 1999 : Jean-Louis Trudel, Scorpion dans le cercle du temps
- 2000 : Éric Gauthier, Souvenirs du Saudade Express
- 2001 : Élisabeth Vonarburg, Les Dents du dragon
- 2002 : Natasha Beaulieu, BM Zone
- 2003 : Sylvie Bérard, La Guerre sans temps
- 2004 : Mario Tessier, Du clonage considéré comme un des beaux-arts
- 2005 : Mehdi Bouhalassa (ex æquo), Anne de la Terre et Yves Meynard, À Yerusalom (ex æquo)
- 2006 : Éric Gauthier, Au jardin comme à la guerre
- 2007 : René Beaulieu, Un fantôme d'amour et Claude Bolduc, Toujours plus bas (ex æquo)
- 2008 : Laurent McAllister, Sur la plage des épaves
- 2009 : Jean-Louis Trudel, Le Dôme de saint Macaire
- 2010 : Alain Bergeron, Ors blancs

### Prix Aurora-Boréal de la meilleure nouvelle
- 2011 : Philippe-Aubert Côté, Pour l'honneur d'un Nohaum (Solaris 176)
- 2012 : Ariane Gélinas, L'Enfant sans visage (XYZ, Kompak)
- 2013 : Geneviève Blouin, Le Chasseur (Les Six Brumes)
- 2014 : Jonathan Reynolds : La Légende de McNeil (révision) (Les Six Brumes)
- 2015 : Joël Champetier : Pour son œil seulement (Solaris 192)
- 2016 : Jean-Louis Trudel : Garder un phénix en cage (Solaris 195)
- 2017 : Élisabeth Vonarburg, Le Printemps de Krijka (Solaris 200)
- 2018 : Philippe-Aubert Côté, La nuit aux trois démons (dans Horrificorama, Les Six Brumes)
- 2019 : Luc Dagenais, La déferlante des Mères (Solaris 207)
- 2020 : Geneviève Blouin, Oikos cherche cuisinière (Solaris 210)
- 2021 : Pascal Raud, La mémoire du papillon (Solaris 214)
- 2022 : Geneviève Blouin, L’épée et la relique (La République du Centaure)
- 2023 : Geneviève Blouin, La Vie secrète des carapacées (Solaris 223)
- 2024 : Isabelle Piette, Ce qu’on laisse derrière (Solaris 227)

### Meilleure production critique
- 2004 : Pierre-Luc Lafrance et Jean-Louis Trudel (ex æquo)
- 2005 : Joël Champetier, Une histoire des trente premières années de Solaris (Solaris)
- 2006 : Mario Tessier, Les Carnets du futurible (Solaris)
- 2007 : Claude Janelle, La Décennie charnière (Alire)
- 2008 : Mario Tessier, Les Carnets du futurible (Solaris)
- 2009 : Mario Tessier, Les Carnets du futurible (Solaris)
- 2010 : Mario Tessier, Les Carnets du futurible (Solaris)

### Prix Aurora-Boréal du meilleur ouvrage connexe
- 2011 : Solaris (rédacteur en chef : Joël Champetier)
- 2012 : Claude Janelle, Le Dictionnaire des auteurs des littératures de l’imaginaire en Amérique française (Alire)
- 2013 : Solaris (rédacteur en chef : Joël Champetier)
- 2014 : Solaris (rédacteur en chef : Joël Champetier)
- 2015 : Solaris (rédacteur en chef : Joël Champetier)
- 2016 : Solaris (rédacteur en chef : Joël Champetier, comité de rédaction : Jean Pettigrew, Pascale Raud, Daniel Sernine et Élisabeth Vonarburg)
- 2017 : Solaris (rédacteur en chef : Jean Pettigrew)
- 2018 : Jean-Louis Trudel, Petit Guide de la science-fiction au Québec (Alire)
- 2019 : Dave Côté, Nés comme ça (Les Six Brumes)
- 2020 : Brins d’éternité 52-54 (Ariane Gélinas, Alamo St-Jean et Guillaume Voisine, direction)
- 2021 : Joël Champetier, Tous mes univers (Alire)
- 2022 : Wapke (Stanké) (sous la direction de Michel Jean)

### Meilleure fanédition
- 1987 : Carfax (rédacteur en chef : Pierre D. Lacroix)
- 2000 : Ailleurs (rédacteur en chef : Pierre-Luc Lafrance)
- 2005 : Brins d'éternité (rédacteur en chef : Mathieu Fortin)
- 2006 : Brins d'éternité (rédacteur en chef : Guillaume Voisine)
- 2008 : Brins d'éternité (rédacteur en chef : Guillaume Voisine)
- 2009 : Brins d'éternité (rédacteur en chef : Guillaume Voisine)
- 2010 : Brins d'éternité (rédacteur en chef : Guillaume Voisine)
- 2011 : Brins d'éternité (rédacteur en chef : Guillaume Voisine)
- 2012 : Brins d'éternité (rédacteur en chef : Guillaume Voisine)
- 2013 : Brins d'éternité (rédacteur en chef : Guillaume Voisine)
- 2014 : Geneviève Blouin (blogue « La Plume et le Poing »)
- 2015 : Clair/Obscur (fanzine) - www.revueclairobscur.ca
- 2016 : La République du Centaure (webzine) (rédacteur en chef : Alain Ducharme)
- 2017 : Clair/Obscur (fanzine) - www.revueclairobscur.ca
- 2018 : Horizons imaginaires (blogue)
- 2019 : Filles de joual (blogue) – https://fillesdejoual.com/
- 2020 : Les lectures de Prospéryne (blogue) – http://prosperyne.blogspot.ca/
- 2021 : Les lectures de Prospéryne (blogue) – http://prosperyne.blogspot.ca/
- 2022 : ImaginAtlas (blogue) – https://imaginatlas.ca/

### Meilleure création artistique
- 2000 : Guy England, pour ses couvertures chez Alire et Solaris 128
- 2008 : Jacques Lamontagne, pour les couvertures de La Lance de Lug (Les Druides, 3) et Au Royaume des morts (Les Contes de l'Ankou, 3)
- 2009 : Chantal Lajoie (Sybiline), pour la couverture de Brins d'éternité 20
- 2010 : Gabrielle Leblanc, pour ses publications dans l'Asile 1 et 2
- 2011 : Chantal Lajoie (Sybiline), pour les couvertures de Solaris 173, Solaris 175 et Brins d'éternité 26
- 2012 : Valérie Bédard, pour la couverture de Solaris 177 et ses illustrations dans Solaris 179
- 2013 : Eve Chabot, pour ses illustrations dans Brins d’éternité 31 et 33
- 2014 : Émilie Léger, pour la couverture de Brins d'éternité 36, etc.
- 2015 : Émilie Léger, pour la couverture de 6, chalet des brumes (Les Six Brumes), Dix ans d'éternité (Les Six Brumes), Petits démons (Les Six Brumes), etc.
- 2016 : Grégory Fromenteau, pour la couverture de Les Marches de la Lune morte (Alire), Le jeu du démiurge (Alire), etc.
- 2017 : Émilie Léger pour ses illustrations dans Solaris 198 et 199 ainsi que l'illustration de couverture de Les Cendres de Sedna
- 2018 : Denis Villeneuve, pour le film Blade Runner 2049.
- 2019 : Émilie Léger pour ses illustrations (Solaris 205, Brins d’éternité 50, couverture de Chrysanthe 1. La Princesse perdue.)
- 2020 : Émilie Léger pour ses illustrations (Solaris 209, Solaris 212, Brins d’éternité 53), Quelques battements d’ailes avant la nuit (Alire) et Chrysanthe T.2 : Le Prince rebelle (Alire)
- 2021 : Marie-Chloé Duval pour ses illustrations d'Abîmes, de Jonathan Reynolds
- 2022 : Émilie Léger pour ses illustrations de Les Étages ultérieurs (Alire)

### Meilleure bande-dessinée
- 2017 : Jean-Philippe Bergeron, Damien Berger, et al. (BerBer), Bulle Contagion 5 – Pandémie et Cab, Hiver nucléaire 2 (Front froid) (ex æquo)
- 2018 : Francis Desharnais et Val Mo, Le Seigneur de Saint-Rock (Front froid)
- 2019 : Cab, Hiver Nucléaire t.3 (Front froid)
- 2020 : Lenoir, Axelle, Si on était T.1 (Front Froid)
- 2021 : Patrick Senécal et Jeik Dion, Aliss (Alire)
- 2022 : Katherena Vermette, Scott B. Henderson, Donovan Yaciuk, Elle s’appelle Echo T.1 (Glenat Québec)

### Prix spécial du comité organisateur
- 1988 : René Beaulieu, Claude Janelle et Jean Pettigrew, Comité de rédaction de L'Année de la science-fiction et du fantastique québécois

### Concours d'écriture sur place
- 2004 : Michèle Laframboise
- 2005 : Marie Pelletier-Neault
- 2005 : Hugues Morin
- 2006 : Hugues Morin
- 2007 : Simon Charles
- 2008 : Philippe-Aubert Côté
- 2009 : Élodie Daniélou, Luc Dagenais, Marie Laporte, Jean-Pierre Laigle et Dave Côté (équipe)
- 2010 : pas de concours
- 2011 : Élisabeth Vonarburg (première place) et Pascale Raud (deuxième place)
- 2012 : Geneviève Fournier-Goulet (Catégorie : auteur montant) et Philippe-Aubert Côté (catégorie: auteur chevronné)
- 2013 : Geneviève Blouin (catégorie : auteur chevronné) et Dave Côté (catégorie : auteur montant)
- 2014 : Francine Pelletier (catégorie : auteur chevronné) et Emmanuel Trotobas (catégorie : auteur montant)
- 2015 : Dave Côté (catégorie : auteur chevronné) et Élodie Daniélou (catégorie : auteur montant)
- 2016 : Hugues Morin (catégorie : auteur chevronné) et Tania Duquette (catégorie : auteur montant)
- 2021 : Hugues Morin (catégorie Pro) et Martine Bourque (catégorie Relève)